# Коломенка (река, впадает в Кафтино)
Коломенка — река в России, протекает по территории Бологовского района Тверской области. Исток Коломенки в озере Коломинец, впадает река в озеро Кафтино, из которого вытекает Кемка. Длина реки составляет 24 км. Высота истока — 170,4 м над уровнем моря. Высота устья — 158,1 м над уровнем моря.

## Данные водного реестра
По данным государственного водного реестра России относится к Балтийскому бассейновому округу, водохозяйственный участок реки — Мста без реки Шлина от истока до Вышневолоцкого г/у, речной подбассейн реки — Волхов. Относится к речному бассейну реки Нева (включая бассейны рек Онежского и Ладожского озера).
Код объекта в государственном водном реестре — 01040200212102000020384.